# Peter W. Jones
Peter Wilcox Jones (né en 1952) est un mathématicien américain qui travaille en analyse.

## Biographie
Peter Jones a obtenu son doctorat en 1978 à l'université de Californie à Los Angeles sous la supervision de John Brady Garnett (titre de la thèse : Constructions with functions of bounded mean oscillation) Il est ensuite pendant six ans lecteur  à l'Université de Chicago, où a obtenu une chaire de professeur titulaire en 1985. Il est professeur James E. English de mathématiques et de mathématiques appliquées à l'université Yale, où il enseigne depuis 1985. Il a été directeur des études supérieures en mathématiques de 1993 à 1995.
Peter Jones a notamment été chercheur invité à l'Université Paris-Sud et, pendant deux ans, a été directeur adjoint de l' Institut Mittag-Leffler.

## Recherche
Jones fait des recherches en analyse harmonique, analyse réelle, analyse harmonique, intégrales singulières, théorie du potentiel, systèmes dynamiques.
Avec Thomas Wolff, il a prouvé  en 1988 une conjecture sur la dimension de Hausdorff des mesures harmoniques dans le plan. En mathématiques appliquées, il a également examiné les stratégies des moteurs de recherche et la préparation des données pour la biologie et la médecine.
En 1990, il a résolu la version continue du problème du voyageur de commerce commerce

## Prix et distinctions
Jones est membre de l'Académie nationale des sciences, de l'Académie royale des sciences de Suède et de l'Académie américaine des arts et des sciences,.
- En 1981, il est lauréat du prix Salem.
- En 1993, il est fait docteur honoris causa de l'université royale de technologie de Stockholm, pour ses "contributions scientifiques révolutionnaires à l'analyse mathématique moderne" et pour la promotion de l'étude des mathématiques à l'institut.
- Jones est également ancien Sloan Research Fellow.
- En 2010, il a donné une conférence plénière au Congrès international des mathématiciens à Hyderabad (titre de sa conférence : Eigenfunctions and coordinate systems on manifolds).

Depuis 1999, Jones est membre du Conseil consultatif scientifique de l'Institute for Pure and Applied Mathematics (en) de la National Science Foundation.

## Publications (sélection)
- John B. Garnett et Peter W. Jones, « The distance in BMO to {\displaystyle L^{\infty }} », Ann. Math. (2), vol. 108,‎ 1978, p. 373-393 (zbMATH 0383.26010).
- Devasis Bassu, Peter W. Jones, Linda Ness et David Shallcross, « Product formalisms for measures on spaces with binary tree structures: representation, visualization, and multiscale noise », Forum Math. Sigma, vol. 8,‎ 2020, article no e47 (25 p.) (zbMATH 1453.62802).